# John David Philip Meldrum
John David Philip Meldrum (* 18. Juli 1940 in Rabat, Marokko; † 9. August 2018 in Edinburgh, Schottland) war ein britischer Mathematiker und Hochschullehrer an der University of Edinburgh. Meldrum war ein Algebraiker und seine Forschung bezog sich oft auf die Halbgruppen- und Gruppentheorie.

## Leben und Werk
Meldrum wurde 1964 zum Supernumerary Fellow und College-Dozent für Mathematik am Emmanuel College in Cambridge. 1967 erhielt Meldrum seinen Ph.D. von der University of Cambridge. Er doktorierte über das Thema Central Series in Wreath Products (Zentrale Reihen in Kranzprodukten) bei Derek Roy Taunt. Über das Kranzprodukt für Gruppen und Halbgruppen schrieb er 1995 ein ganzes Buch.
1969 wurde er Dozent für Mathematik an der University of Edinburgh und 1982 dort Titularprofessor.
Er starb am 9. August 2018 in Edinburgh nach einem langen Kampf mit der Parkinson-Krankheit.

## Publikationen

### Als Autor
- John D. P. Meldrum: Near-rings and Their Links with Groups. Longman Higher Education, 1985, ISBN 978-0-273-08701-4 (englisch).
- John D. P. Meldrum: Wreath Products of Groups and Semigroups. Chapman & Hall/CRC, 1995, ISBN 978-0-582-02693-3 (englisch).

### Als Übersetzer
Meldrum übersetzte folgendes Buch von Nicolas Bourbaki
- Nicolas Bourbaki: Elements of the History of Mathematics. Springer Verlag, 1994, ISBN 978-0-387-19376-2.